# Gustav Gihr
Gustav Gihr (* 18. August 1894 in Geisingen; † 31. Oktober 1959 in Wuppertal-Elberfeld) war ein deutscher Offizier, zuletzt Generalmajor im Zweiten Weltkrieg.

## Leben
Gihr absolvierte sein Abitur 1913 am Fürstenberg-Gymnasium Donaueschingen. Er diente als Offizier im Ersten Weltkrieg. Nach Kriegsende wechselte er in den Polizeidienst. In der Wehrmacht führte er im Zweiten Weltkrieg als Kommandeur die 216. Inf.-Div., die 7. Inf.-Div., die 95. Inf.-Div., die 45. Inf.-Div., die 35. Inf.-Div., die 110. Inf.-Div. und die 707. Infanterie-Division. Gihr geriet beim Zusammenbruch der Heeresgruppe Mitte in Folge der sowjetischen Operation Bagration 1944 in Kriegsgefangenschaft.
Er gehörte zu den fünfzig deutschen Generalen, die in sowjetischer Kriegsgefangenschaft am 8. Dezember 1944 den Aufruf der 17 Generäle »An Volk und Wehrmacht« unterschrieben, in dem die deutsche Bevölkerung und Armee zur Trennung von der NS-Führung sowie zur Beendigung des Krieges aufgefordert wurden.